# GJ 357 d
GJ 357 d est une exoplanète potentiellement habitable orbitant autour de l'étoile GJ 357, elle a été découverte en 2019. Cette planète fait 6,1 fois la masse de la Terre et orbite autour de son étoile en 55,7 jours. Sa température d'équilibre est environ −53 °C. Elle est située à 31 années-lumière de la Terre.

## Découverte
Le 31 juillet 2019, la NASA annonce sa découverte grâce au satellite américain TESS, par la méthode de détection des transits.